# 손가락 하트

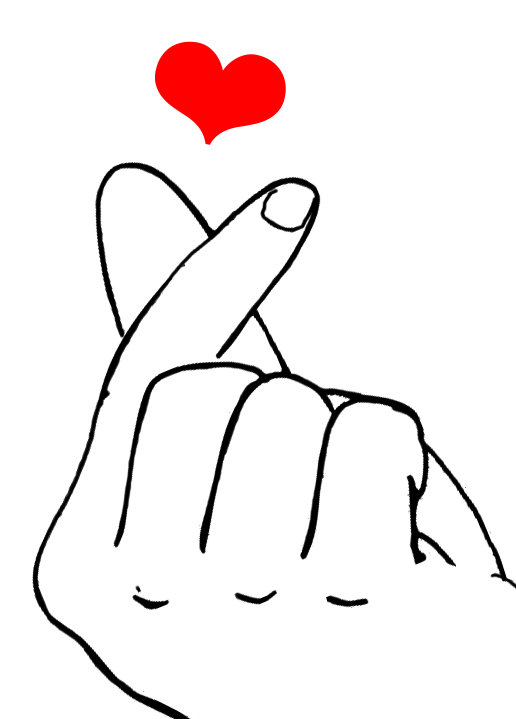
손가락 하트

손가락 하트(Finger Heart)는 1990년대부터 유행하기 시작하여 2010년대 중반부터 대한민국 한류를 기반으로 전세계로 확산된 자세이다. 한 손의 엄지손가락과 검지손가락을 교차시켜, 보이지 않는 가상의 하트를 얹고 있는 모양이다. 기존에는 소심한 브이 등으로 불렸으나 2010년대부터 손가락 하트라는 명칭이 정착했다. 손가락 하트 등장 전에는 두 손을 이용해 작은 하트를 만들거나, 두 팔을 머리 위로 올려 큰 하트를 만드는 게 일반적이였다. 손이나 팔을 이용한 하트 모양은 전세계적으로 사용되어 왔지만, 손가락 하트는 대한민국에서 유행하기 시작한 독특한 현상으로 주목받는다. 이러한 독창성 때문에 손가락 하트는 코리안 핑거 하트(Korean Finger Heart)로 널리 알려지게 되었다.

그러나 일부 사람들은 손가락 하트의 기원이 핀란드로 거슬러 올라갈 수 있다고 주장한다. 1960년대부터 1980년대까지의 핀란드 잡지에는 이와 유사한 동작을 사용하는 모델들이 실려 있었으며, 이는 대한민국에서 손가락 하트가 인기를 얻기 이전의 일이었다.

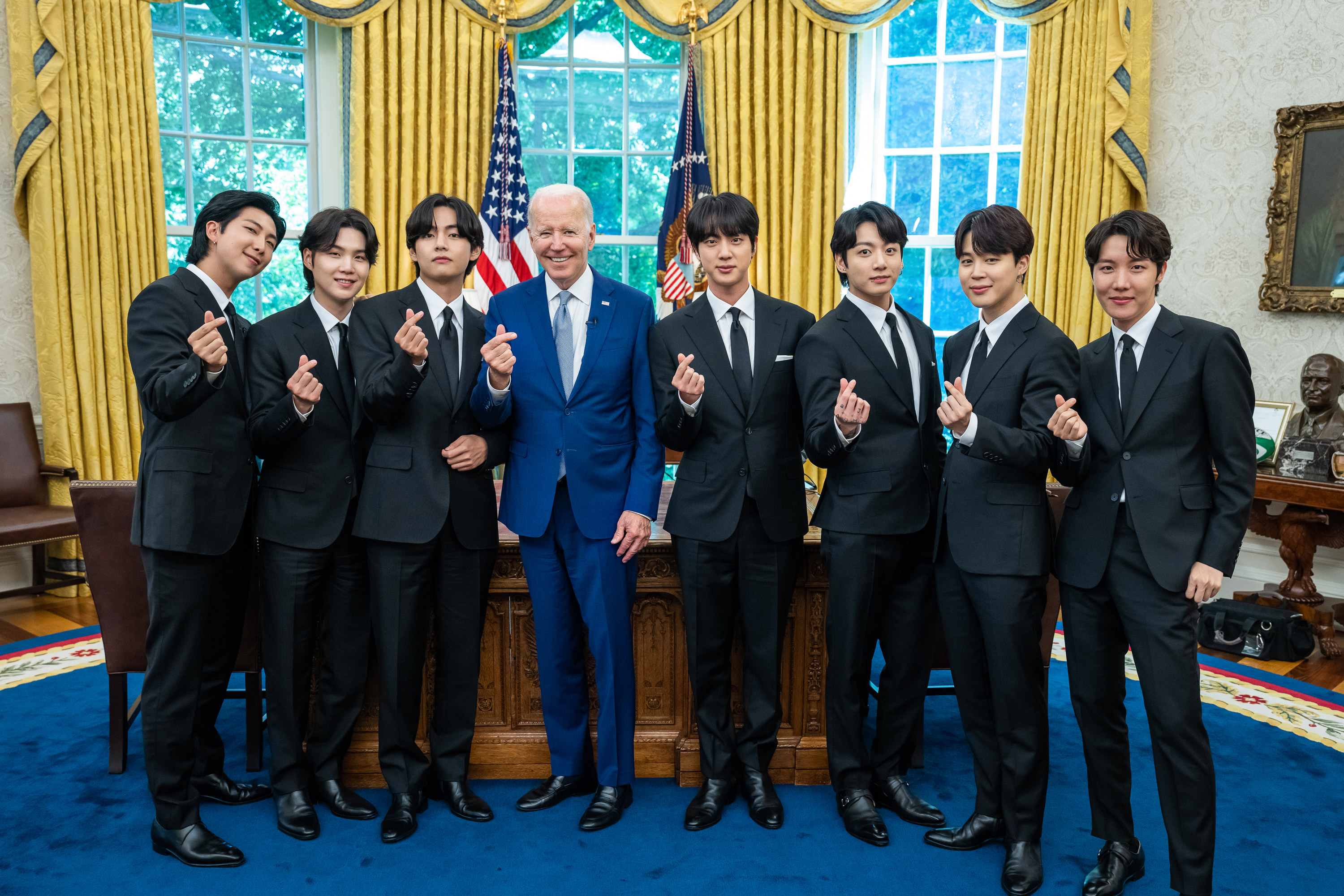
백악관에서 손가락 하트를 하는 방탄소년단과 조 바이든 대통령, 2022년 5월 31일

손가락 하트의 기원과 원조에 대해서는 불분명하다. 인터넷과 방송계에서는 양세형, 지드래곤 등 각계 유명인이 거론되며 의견이 다양하다.
기원과 원조는 불분명하지만 손가락 하트를 유행시킨 사람은 인피니트 남우현이다. 남우현은 2011년부터 손가락하트 외에 다양한 하트를 만들고, 사용하며 줄곧 팬들에게 사랑을 표현했다. 그가 자주 쓰는 손가락하트를 보고 여러 연예인들이 따라 쓰며 유행이 퍼졌다.
실제로 남우현이 아는형님 유희열의 스케치북에 출연해 자신이 손가락 하트를 유행시켰다고 밝혔다.
한 때 이 동작이 한국 수화로 "팬티"를 뜻하고, 두 손으로 하면 "젖꼭지"를 뜻한다는 소문이 있었으나, 사실이 아닌 것으로 밝혀졌다.

## 같이 보기
- 손하트